# コール (テレビ制作会社)
株式会社コール（英称：Call）は、テレビ・ラジオ番組・ビデオ・イベント制作やソフト・クリエイティブ事業を行う制作プロダクションである。

## 所属スタッフ

### 制作
- 岡崎成美（社長兼任プロデューサー）
- 小野恭裕（チーフディレクター）
- 冨山歩（チーフディレクター）
- 石井和章（ディレクター）
- 小野寺健（ディレクター）
- 阿部秀紀（ディレクター）
- 池田供子（アシスタントプロデューサー、ディレクター）

### 放送作家
- 池谷フューチャ
- 石田健祐
- 佐藤広明
- 大名祥子
- 星野さやか

## 元所属スタッフ

### 制作
- 梁取正彦（元社長兼任チーフプロデューサー）
- 石崎史郎（ディレクター、現在は日本テレビ情報・制作局チーフディレクター）

## 主な実績

### テレビ番組
（凡例）※：スタッフ協力のため、スタッフロールのクレジット表示なし